# Língua agul
A  Língua agul, é uma língua caucasiana falada pelos aguls que vivem ao sul do Daguestão (uma república da Rússia) e Azerbaijão.

## Classificação
O aghul pertence às línguas lezgian do grupo das línguas caucasianas do nordeste.

## Distribuição geográfica
Em 1989 aghul era falado por 17.373 pessoas na Rússia, principalmente em Dagestão do sul, assim como por 32 povos no Azerbaijão.

## Status oficial
O agul não é língua oficial, e o lezgui é usado como a língua literária.

## Línguas aparentadas
Dez línguas fazem parte da família de línguas lezgian, a saber: Agul, tabassarão, rutul, lezgui, tsakhur, buduk, krits, Khinalugh, udi e archi.

## Fonologia
Agul apresenta consoantes Epiglotais contrastivas. A língua Agul faz, como muitas das línguas Norte-Caucasianas, a distinção entre consoantes "tensas" com as concomitantes longas e fracas. As consoantes tensas se caracterizam pela intensividade ("tensão") de articulação, a qual leva a uma maior extensãoda consoante, razão porque esses são escritas com diacríticos de "longa". A geminação da consoante por si só não cria a sua tensão, porém, consoantes morfologicamente tensas muitas vezes se derivam de justaposição de duas consoantes fracas. Alguns dos dialetos Agul apresentam muitas consoantes tensas iniciais.

### Consoantes
|             |              | Labial | Labial | Dental | Dental | Alveolar       | Alveolar       | Alveolar | Alveolar | Palatal | Velar | Velar | Uvular | Uvular | Epi- glotal | Glotal |
| clara,livre | clara,livre  | Labial | Labial | Dental | Dental | labialização]] | labialização]] |          |          | Palatal | Velar | Velar | Uvular | Uvular | Epi- glotal | Glotal |
| Fraca       | Forte        | Fraca  | Forte  | Fraca  | Forte  | Fraca          | Forte          | Fraca    | Forte    | Palatal | Fraca | Forte |        |        | Epi- glotal | Glotal |
| ----------- | ------------ | ------ | ------ | ------ | ------ | -------------- | -------------- | -------- | -------- | ------- | ----- | ----- | ------ | ------ | ----------- | ------ |
| Nasal       | Nasal        | m      |        | n      |        |                |                |          |          |         |       |       |        |        |             |        |
| Plosiva     | sonora       | b      |        | d      |        |                |                |          |          |         | ɡ     |       |        |        |             |        |
| Plosiva     | muda (suave) | p      | pː     | t      | tː     |                |                |          |          |         | k     | kː    | q      | qː     |             | ʔ      |
| Plosiva     | ejetiva      | pʼ     |        | tʼ     |        |                |                |          |          |         | kʼ    |       | qʼ     |        |             |        |
| Africada    | sonora       |        |        |        |        | d͡ʒ             |                | d͡ʒʷ      |          |         |       |       |        |        |             |        |
| Africada    | muda         |        |        | t͡s     | t͡sː    | t͡ʃ             | t͡ʃː            | t͡ʃʷ      | t͡ʃːʷ     |         |       |       |        |        |             |        |
| Africada    | ejetiva      |        |        | t͡sʼ    |        | t͡ʃʼ            |                | t͡ʃʷʼ     |          |         |       |       |        |        |             |        |
| Fricativa   | muda         | f      | fː     | s      | sː     | ʃ              | ʃː             | ʃʷ       | ʃːʷ      |         | x     | xː    | χ      | χː     | ʜ           |        |
| Fricativa   | sonora       | v      |        | z      |        | ʒ              |                | ʒʷ       |          |         |       |       | ʁ      |        | ʢ           | ɦ      |
| Vibrante    | Vibrante     |        |        |        |        | r              |                |          |          |         |       |       |        |        |             |        |
| Aproximante | Aproximante  |        |        | l      |        |                |                |          |          | j       |       |       |        |        |             |        |

- A "Stop glotal" aqui transcrita é também denominada "Laringeal glotal glotálica" pelo linguista "fonte" da informação.
- Notar também que a "fontte" denomina de forma indistinta as séries de "consoantes epligotais" e "faringeais" em todas as tabelas, mesmo quando incluem-se "plosivas", não sendo assim claramente verdadeiras "faringeais".

## Escrita
A língua Agul utiliza o Alfabeto cirílico com suas 36 letras e mais 33 combinações de letras.

### Alfabeto
| А а   | Б б   | В в   | Г г   | Гъ гъ | Гь гь | ГI гI | Д д   |
| Дж дж | Е е   | Ё ё   | Ж ж   | З з   | И и   | Й й   | К к   |
| Кк кк | Къ къ | Кь кь | КI кI | Л л   | М м   | Н н   | О о   |
| П п   | Пп пп | ПI пI | Р р   | С с   | Т т   | Тт тт | ТI тI |
| У у   | Уь уь | Ф ф   | Х х   | Хъ хъ | Хь хь | ХI хI | Ц ц   |
| ЦI цI | Ч ч   | Чч чч | ЧI чI | Ш ш   | Щ щ   | ъ     | I     |
| ы     | ь     | Э э   | Ю ю   | Я я   |       |       |       |

## Gramática

### Adjetivos
Adjetivos independentes e predicativos tomam marcadores de número e de classe, mesmo quando usados como substantivos. Como atributos são invariáveis. 

### Pronomes

#### Pronomes pessoais
|   | Singular | Plural |
| - | -------- | ------ |
| 1 | zun      |        |
| 2 |          |        |
| 3 |          |        |

## Amostra de texto
Іисайи пуная гебурис: - ДуьгІе акье миштти: «Дад, Ве ттур гирами хьурай; Ве Паччагьвел адирай. 3 ТІалаб аркьая чин Вакес гьер ягьас гуни. 4 Гъил гьушен че гунагьарилас, чинна гьил гьуршанду кІилди час Іайвелар аркьаттарилас. ХІа темехІера хьас амарта час».
Transliteração
ˡisaji punaja geburisi: - Du’gˡe ak’e mištti: "Dad, Ve ttur girami x’uraj; Ve Paččag’vel adiraj.3 Tˡalab ark’aja čin Vakes g’er jag’as guni. 4 G″il g’ušen če gunag’arilas, činna g’il g’uršandu kˡildi čas ˡajvelar ark’attarilas. Xˡa temexˡera x’as amarta čas."
Português
E ele lhes disse: quando vocês orarem, digam: Pai nosso que estais nos céus, sagrado seja o vosso nome, Venha o teu Reino. Vossa vontade seja feita, como nos céis, como na terra. Dai-nos dia adia o nosso pão diário. E, perdoai os nossos pecados, que nos também perdoaremos os que estão em dívida conosco.. E, não nos permitai seguir tentações, mas livrai-nos do mal. Pai Nosso - Lucas, 11: 2-4
1. ↑  Ladefoged & Maddieson (1996):167-168
2. ↑  Sistemas de Consoantes das línguas Caucasianas do Noroeste - TITUS DIDACTICA
3. ↑  http://www.omniglot.com/writing/aghul.htm Omniglot